# Lucy Bell
Lucy Bell, née le 23 décembre 1968 à Stratford-upon-Avon, Warwickshire, Angleterre, est une actrice anglaise.
Son rôle le plus connu reste celui de la détective Tessa Vance dans la série Fréquence Crime.

## Filmographie
- 1997 : Fréquence Crime - (saison 1, 2, 3, 4) : détective Tessa Vance
- 1999 : Farscape - (saison 3) : l'infirmière Kelsa
- 2009 : The Square : Martha Yale